# جيمس روبن
جيمس روبن (بالإنجليزية: James Robin)‏ هو شخصية أعمال أسترالي، ولد في 14 نوفمبر 1817، وتوفي في 23 يوليو 1894.